# Franziska Sonder
Franziska Sonder (* 1985 in Wattwil) ist eine Schweizer Filmproduzentin.

## Werdegang
Franziska Sonder studierte Video an der Hochschule Luzern – Design & Kunst, 2009 schloss sie den Bachelor ab.
Während des Studiums wirkte sie als Produktionsassistentin auf Dreharbeiten mit und sammelte sie erste Erfahrungen bei Filmproduktionsfirmen. Sie absolvierte Weiterbildungen im Bereich Dramaturgie und Regieassistenz und übernahm ab Herbst 2010 eine Stelle bei der Dschoint Ventschr Filmproduktion in Zürich als Produktionsassistenz und Produktionsleiterin.
2015/2016 absolvierte sie das Atelier Ludwigsburg-Paris, ein deutsch-französischsprachiges Weiterbildungsprogramm für Produktion, Stoffentwicklung, Finanzierung und Verleih, an der Filmakademie Baden-Württemberg und der La Fémis in Paris. Im Rahmen dieses Programms produzierte sie unter anderem den Kurzfilm Die Lizenz von Nora Fingscheidt.
Gemeinsam mit Maurizius Staerkle Drux und Eva Vitija gründet sie 2018 die Produktionsfirma Ensemble Film mit Sitz in Zürich. 2019 war sie Teilnehmerin des Rotterdam Lab, einem internationalen Netzwerk-Workshop für Produzenten im Rahmen des Rotterdam Film Festival.
Im Sommer 2020 wurde der erste Film veröffentlicht, den Franziska Sonder für Ensemble Film produziert hat: Das Spiel, ein kurzer Dokumentarfilm von Roman Hodel. Der Film zeigt ein Fussballspiel; der Fokus liegt dabei nicht auf den Spielern, sondern auf dem Schiedsrichter, Fedayi San. Der Film wurde am Filmfestival von Venedig uraufgeführt; er wurde danach auf über 100 Festivals gezeigt und mit mehr als 20 Preisen ausgezeichnet.
Mit Dida erschien 2021 der erste lange Dokumentarfilm, den sie gemeinsam mit Karin Koch für Dschoint Ventschr produzierte. Der Film blickt in die persönliche Geschichte des Regiepaares, Corina Schwingruber Ilić und Nikola Ilic: Nikola Ilic war in Belgrad aufgewachsen und später in die Schweiz immigriert, wo er heute lebt, während seine lernbehinderte Mutter Dida weiterhin in Belgrad lebt. Das Projekt war unter anderem im Rahme des Workshops ExOriente entwickelt worden. Der Film feierte seine Weltpremiere am Filmfestival Visions du Réel in Nyon, und wurde mit mehreren Preisen ausgezeichnet, unter anderem dem Publikumspreis des Dok Leipzig und dem Zürcher Filmpreis, und war zweifach nominiert für den Schweizer Filmpreis.
Im Herbst 2021 wurde im Rahmen des Zurich Film Festivals der Kinodokumentarfilm Love will come later der Regisseurin Julia Furer uraufgeführt, den Franziska Sonder gemeinsam mit Stella Händler für freihändler Filmproduktion produziert hatte, in Koproduktion mit der Zürcher Hochschule der Künste. Love will come later begleitet den jungen Marokkaner Samir, der sich mit der Frage konfrontiert sieht, ob er in der Hoffnung auf eine bessere Zukunft nach Europa auswandern, oder eine traditionelle Ehe in Marokko eingehen soll. Der Film wurde unter anderem mit dem Schweizer Filmpreis 2022 ausgezeichnet.
Der Dokumentarfilm Loving Highsmith, den Franziska Sonder als ersten langen Film für Ensemble Film produziert hat, eröffnet im Januar 2022 die Solothurner Filmtage. Gemeinsam mit der Regisseurin Eva Vitija hatte Franziska Sonder mit dem Projekt 2018 am Eurodoc-Program teilgenommen. Der Dokumentarfilm nähert sich, ausgehend von ihren Tagebüchern, dem Privatleben der Autorin Patricia Highsmith an.
2022 war sie als Teilnehmerin des Emerging Producers Program ans Jihlava Film Festival in Tschechien eingeladen, 2023 als Teil der Schweizer Delegation ans CPH:DOX Forum.

## Filmografie
(Quelle:)
- 2017: Die Lizenz
- 2020: Das Spiel
- 2021: Dida
- 2021: Love Will Come Later
- 2021: Caves
- 2022: Loving Highsmith